# Sibirskiy tsiryulnik
Sibirskiy tsiryulnik é um filme de 1998 de Nikita Mikhalkov que conta o envolvimento de um militar com uma prostituta. Foi tida como o Titanic russo do fim da década de 1990, por ser uma produção muita cara, mas ao contrário do filme estadunidense, não conseguiu se pagar. É um filme de época.
Foi exibido fora da competição no Festival de Cinema de Cannes de 1999 e selecionado como entrada russa para Melhor Filme Estrangeiro no 71º Oscar. Foi desqualificado por não ter enviado uma cópia recente para Los Angeles, como indicado.

## Enredo
Jane Callahan (Julia Ormond), uma bela dama americana, escreve ao filho, cadete em uma famosa academia militar, sobre um segredo guardado por muito tempo. Vinte anos atrás, ela chegou à Rússia para ajudar Douglas McCracken (Richard Harris), um engenheiro obsessivo que precisa do patrocínio do Grão-Duque Alexei Alexandrovich para financiar sua invenção, uma máquina gigante para colher as florestas da Sibéria. 

Em suas viagens, ela conhece dois homens que mudariam sua vida para sempre: o jovem e belo cadete Andrej Tolstoy (Oleg Menshikov), com quem compartilha uma paixão pela ópera, e o poderoso General Radlov (Aleksei Petrenko), que, encantado por sua beleza, quer se casar com ela. Tolstoy e Radlov, para a surpresa e indignação deste último, se tornam rivais pelo amor de Jane. Ela confia um segredo profundo a Tolstoy, promete se casar com ele e juntos passam uma noite apaixonada de amor, concebendo um filho. Depois ele ouve Jane negando seu interesse nele ao General, para ganhar o favor deste e conseguir uma audiência com o Grão-Duque. Desolado, Tolstoy ataca o General, que o prende com acusações falsas e o exila na Sibéria para sete anos de trabalhos forçados e mais cinco anos de exílio.